# Cyclolobium vecchii
Cyclolobium vecchii är en ärtväxtart som beskrevs av Frederico Carlos Hoehne. Cyclolobium vecchii ingår i släktet Cyclolobium, och familjen ärtväxter. Inga underarter finns listade i Catalogue of Life.